# Carlo Sacconi
Carlo Sacconi (Montalto delle Marche, 9 maggio 1808 – Roma, 25 febbraio 1889) è stato un cardinale e arcivescovo cattolico italiano.

## Biografia
Nacque a Montalto delle Marche il 9 maggio 1808.
Papa Pio IX lo elevò al rango di cardinale nel concistoro del 27 settembre 1861.
Morì il 25 febbraio 1889 all'età di 80 anni.

## Genealogia episcopale e successione apostolica
La genealogia episcopale è:
- Cardinale Scipione Rebiba
- Cardinale Giulio Antonio Santori
- Cardinale Girolamo Bernerio, O.P.
- Arcivescovo Galeazzo Sanvitale
- Cardinale Ludovico Ludovisi
- Cardinale Luigi Caetani
- Cardinale Ulderico Carpegna
- Cardinale Paluzzo Paluzzi Altieri degli Albertoni
- Papa Benedetto XIII
- Papa Benedetto XIV
- Papa Clemente XIII
- Cardinale Bernardino Giraud
- Cardinale Alessandro Mattei
- Cardinale Pietro Francesco Galleffi
- Cardinale Giacomo Filippo Fransoni
- Cardinale Carlo Sacconi

La successione apostolica è:
- Vescovo Giuseppe Rosati (1867)
- Arcivescovo Enrico Bindi (1867)
- Arcivescovo Giuseppe Giusti (1867)
- Vescovo Domenico Ramaschiello (1871)
- Vescovo Alessandro Maria Basile, C.SS.R. (1871)
- Vescovo Anastasio Laterza, O.Carm. (1871)
- Vescovo Tobia Patroni (1871)
- Vescovo Salvatore Silvestri, C.SS.R. (1872)
- Vescovo Raffaele Gagliardi (1872)
- Vescovo Antonio Piterà (1872)
- Vescovo Domenico Maria Villa (1872)
- Vescovo Giuseppe Maria Cione (1872)
- Vescovo Federico Maria Galdi (1872)
- Vescovo Giuseppe Maria Cotellessa (1872)
- Arcivescovo Francesco Converti, O.F.M.Obs. (1872)
- Vescovo Rambaldo Magagnini (1872)
- Vescovo Vincenzo Salvatore (1872)
- Cardinale Edward Henry Howard (1872)
- Vescovo Aniceto Ferrante, C.O. (1873)
- Vescovo Mariano Positano (1873)
- Vescovo Luigi Corsani (1874)
- Vescovo Giuseppe Spinelli (1874)
- Arcivescovo Francesco Folicaldi (1876)
- Vescovo Ottaviano Rosario Sabetti, C.SS.R. (1880)
- Vescovo Luigi Bonetti (1886)
- Vescovo Luigi Maria Canestrari (1886)